# Massacre de 2021 de Kebbi
Le massacre de 2021 de Kebbi est survenu le 3 juin 2021 lorsqu'un groupe armé a attaqué huit villages de l'État de Kebbi, au nord-ouest du Nigeria, tuant au moins 90 personnes.

## Massacre
L'attaque a commencé à 15 h lorsque des bandits, qui conduisaient des motos, ont attaqué les villages de Koro, Kimpi, Gaya, Dimi, Zutu, Rafin, Gora et Iguenge,. Les hommes armés, des États nigérians voisins de Niger et de Zamfara, ont également volé du bétail et détruit des récoltes,.